# Rilandita
La rilandita és un mineral de la classe dels silicats. Fou anomenada així en honor de James L. Riland, un editor de diari de Meeker, Colorado, propietari de les explotacions mineres on va descobrir-se el mineral.

## Característiques
La rilandita és un silicat de fórmula química aproximada Cr₄Al₂SiO11·5H₂O. La seva duresa a l'escala de Mohs és 2 a 3. Forma cristalls subhèdrics tant angulosos com aplanats; compactes i massius.
Segons la classificació de Nickel-Strunz, la ilmajokita pertany a «09.HB - Silicats sense classificar, amb Ti, V, Cr» juntament amb la ilmajokita.

## Formació i jaciments
En la seva localitat tipus va trobar-se a la superfície i en porositat poc profunda en un tronc petrificat en gresos localitzats en un dipòsit d'urani-vanadi. Va descriure's associada a carnotita i matèria orgànica. Actualment el mineral tipus es troba al Museu d'Història Natural de Washington.